# Helmuth Greiner
Helmuth Greiner (* 20. April 1892 in Leipzig; † 16. März 1958 in Wiesbaden) war ein deutscher Offizier, Archivar und Militärhistoriker. Als Militärschriftsteller führte er von 1939 bis 1943 das Kriegstagebuch des Oberkommandos der Wehrmacht und Aufzeichnungen aus Lagebesprechungen des Wehrmachtführungsstabes.

## Leben
Greiner wurde als Sohn des Schauspielers Carl Greiner und dessen Frau Anna, geborene Goldschmidt, in Leipzig geboren. Er besuchte die Höhere Bürgerschule und die humanistische Thomasschule zu Leipzig. 1913 absolvierte er sein Abitur am Johanneum in Zittau.
1913 wurde er Fahnenjunker im 1. Unterelsässischen Infanterie-Regiment 132 in Straßburg. 1914 wurde er zum Leutnant befördert und kämpfte anschließend im Ersten Weltkrieg. Nach zwei Verwundungen kommandierte man ihn 1917 zum Militärattaché an die Kaiserlich Deutsche Gesandtschaft in Bern. Nach dem Krieg diente er in der Kriegsgeschichtlichen Abteilung des Großen Generalstabs in Berlin. 1919 wurde er Hilfsarchivar in der Historischen Abteilung des Reichsarchivs in Potsdam und verließ 1920 die Reichswehr als Hauptmann.
Von 1921 bis 1924 studierte er Nationalökonomie und Geschichte an der Friedrich-Wilhelms-Universität zu Berlin. Nach einer mehrjährigen Ausbildung wurde er 1928 Archivrat am Reichsarchiv. Dort forschte er zur Geschichte des Ersten Weltkrieges. 1929 heiratete er Asta Schmarsow. 1935 wurde er Regierungsrat in der Wehrmacht und 1936 Oberregierungsrat in der „Kriegsgeschichtlichen Forschungsanstalt des Heeres“ in Berlin. Er verfasste mehrere militärhistorischen Schriften und publizierte für die Zeitschriften „Germania“, „Wissen und Wehr“ und die „Berliner Monatshefte“.
1939 wurde er in die Abteilung „L“ (Landesverteidigung) in das Wehrmachtführungsamt (WFA) beim Oberkommando der Wehrmacht versetzt und 1940 zum Ministerialrat ernannt. 1943 wurde er nach Denunziation von seiner Arbeit am Kriegstagebuch entbunden. Percy Ernst Schramm wurde sein Nachfolger. Danach arbeitete er am Kriegstagebuch des „Deutschen Generals beim Hauptquartier der italienischen Wehrmacht“ Enno von Rintelen. 1943 wurde er ins Führerhauptquartier berufen und im gleichen Jahr ins Reichsarchiv entlassen. Von 1945 bis 1946 war er in amerikanischer Kriegsgefangenschaft.
Seine Kriegshistorie befindet sich heute im Bundesarchiv.

## Werke (Auswahl)
- Wir Kämpfer im Weltkrieg (Hrsg.), Peters Verlag, Berlin 1937.
- Die oberste Wehrmachtführung 1939–1943, Limes Verlag, Wiesbaden 1951.
- Der russische Feldzug von 1812 (Hrsg.), Limes Verlag, Wiesbaden 1953.
- Kriegstagebuch des Oberkommandos der Wehrmacht 1940–1945, Pawlak Verlag, Herrsching 1982.